# Papinsaari (ö i Finland, Birkaland, Tammerfors, lat 61,72, long 23,19)
Papinsaari är en ö i Finland. Den ligger i sjön Kyrösjärvi och i kommunen Tavastkyro i den ekonomiska regionen Tammerfors och landskapet Birkaland, i den sydvästra delen av landet, 190 km nordväst om huvudstaden Helsingfors. Öns area är 1,9 hektar och dess största längd är 200 meter i nord-sydlig riktning.